# (31967) 2000 HW4
2000 HW4 (asteroide 31967) é um asteroide da cintura principal. Possui uma excentricidade de 0.20078870 e uma inclinação de 24.10556º.
Este asteroide foi descoberto no dia 27 de abril de 2000 por LINEAR em Socorro.